# Magna Steyr

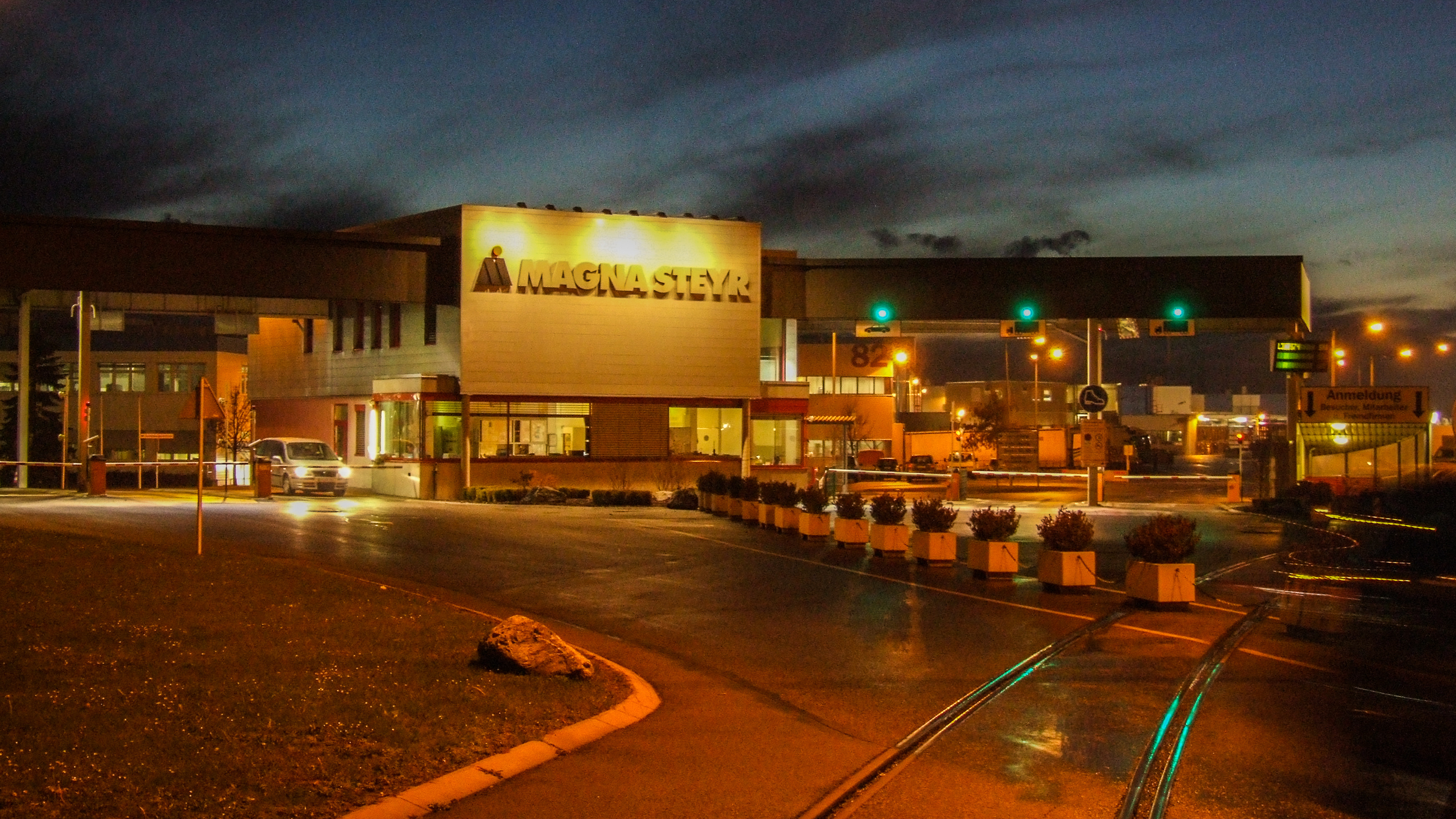
Vjezd do továrny firmy Magna Steyr

Magna Steyr Fahrzeugtechnik AG & Co KG je rakouský automobilový výrobce, jehož centrála a zároveň hlavní výrobní závod leží ve Štýrském Hradci. Magna Steyr je dceřinou společností rakousko-kanadského dodavatele součástek a technologií pro automobily Magna International, založeného průmyslníkem a miliardářem Frankem Stronachem. Vznikla po fúzi firmy Magna Europe a části průmyslového konglomerátu Steyr-Daimler-Puch.
Magna Steyr vyvíjí a produkuje dopravní prostředky výlučně na zakázku ostatních výrobců. Firma vyvinula například systém pohonu na všechna kola pro společnost Mercedes-Benz. Od roku 1996 do roku 2009 vyráběla pro Mercedes-Benz automobily třídy E s pohonem na všechna kola. Do roku 2015 má také zakázku na produkci Mercedesů třídy G.
Firma udělala důležitou vývojovou práci např. na Fiatu Bravo, BMW X3 nebo na Saabu Cabriolet 9-3, který byl produkován výhradně ve Štýrském Hradci. V současnosti vyrábí Magna Steyr, vedle Mercedesů třídy G, automobil Mini Countryman nebo sportovní vůz Peugeot RCZ.

## Produkovaná vozidla

### Aktuálně
- Fisker Ocean (od roku 2022)
- Toyota Supra (od roku 2019)
- BMW 5 series (od roku 2017)
- BMW Z4 (od roku 2018)
- Mercedes-Benz třídy G, W 460, W 461, W 462, W 463 (od roku 1979)
- Mini Countryman (od roku 2010)
- Peugeot RCZ od roku 2010
- Mini Paceman (od roku 2012)
- Jaguar E-Pace
- Jaguar i-Pace (od roku 2018)

### V minulosti
- Voiturette 1906
- Alpenwagen 1919
- Puch 500 / 650 / 700c / 126 1957-1975
- Haflinger 1959-1974
- Pinzgauer 1971–2000
- VW Transporter T3 4x4 1984–1992
- VW Golf Country 1990–1991
- Audi V8L 1990–1994
- Jeep Grand Cherokee ZG, WG, WJ 1994–2004
- Mercedes-Benz třídy M W 163 1999–2002
- Mercedes-Benz třídy E W 210 1996–2002 (model s pohonem na všechna kola)
- Mercedes-Benz třídy E W 211 2003–2006 (model s pohonem na všechna kola)
- Saab 9-3 Cabriolet 2003–2009
- BMW X3 2003–2010
- Jeep Grand Cherokee WH 2005–2010
- Chrysler 300 C 2005–2010
- Jeep Commander 2006–2010
- Chrysler Voyager červenec 2007–prosinec 2007
- Aston Martin Rapide 2009–2012